# Uferpromenade Dnipro
Koordinaten: 48° 28′ 22″ N, 35° 2′ 33″ O
Die Uferpromenade Dnipro, oder früher Uferpromenade „Sitscheslaw“ (ukrainisch Січеславська Набережна), ist mit 23 km die längste Uferpromenade Europas und erstreckt sich auf der rechten Uferseite des Dnepr in der ukrainischen Metropole Dnipro.

## Geschichte
Bis in die späten 1950er Jahre war die Uferpromenade kaum bebaut, jedoch enthielten alle sowjetischen Generalpläne für Dnipropetrowsk den Ausbau einer Uferpromenade.
Im Zusammenhang mit einer unbedingt notwendig gewordenen Rekonstruktion der städtischen Kanalisation wurde auch der Bau der Uferpromenade angetrieben, wobei 1957 der Ukrgiprokommunstroi (russisch Укргипрокоммунстрой) angeboten wurde, die Bauarbeiten zu übernehmen. Zuerst mussten jedoch alte Bauwerke abgetragen und krumme Straßen begradigt werden. Das Projekt erwies sich schnell als unrentabel und schwierig. Eine Gruppe von Spezialisten der Trusts Dneprospezstroi und Dneprograschdanprojekt (russisch треста Днепроспецстроя и Днепрогражданпроекта), die Ingenieure B. Milman, A. Lewin und der Architekt W. Suew, machten den Vorschlag, alle Leitungen (Wasser, Gas, Abwasser und Fernwärme) gemeinsam entlang der Uferpromenade zu verlegen.
Zum Schutz der Uferpromenade vor Grundwasser bot sich eine originelle Idee an – ein Damm aus Überresten und Abfällen der städtischen metallurgischen Betriebe. Die Idee, metallurgische Abfälle für solch einen Zweck einzusetzen war sehr innovativ und effektiv. Die Schlacke wurde auf einer eigens angelegten 10 Kilometer langen Eisenbahnstrecke angeliefert.

## Bebauung und Sehenswürdigkeiten
Durch die zentrale, jedoch ruhige Lage haben sich hier viele Cafés, Restaurants und einige Fahrgastschifffahrtsanbieter angesiedelt, bei denen man täglich Flussschifffahrten buchen kann.
2011 schenkte der Kiewer Telekommunikationsanbieter Kyivstar im Rahmen des Projekts Teilen Sie ihre Liebe zur Ukraine der Stadt die „Familienbank“ (russisch Семейная лавка) – eine 50 Meter lange Sitzbank – wobei jedes Element der Bank eigens gestaltet wurde, so gibt es beispielsweise eine Bank mit einem Regenschirm aus Metall, eine weitere Bank hat einen kleinen Amor, eine Karte der Ukraine etc. Des Weiteren stellt KyivStar jedem „Nutzer“ der Bank bis zu 1 GB an Internetvolumen täglich kostenlos zur Verfügung. Kurz nach der Eröffnung wurde die 1400 Kilogramm schwere Bank in das „Ukrainische Buch der Rekorde“ aufgenommen.
Besonders sehenswert sind die drei Fontänen im zentrumsnahen Teil der Uferpromenade:

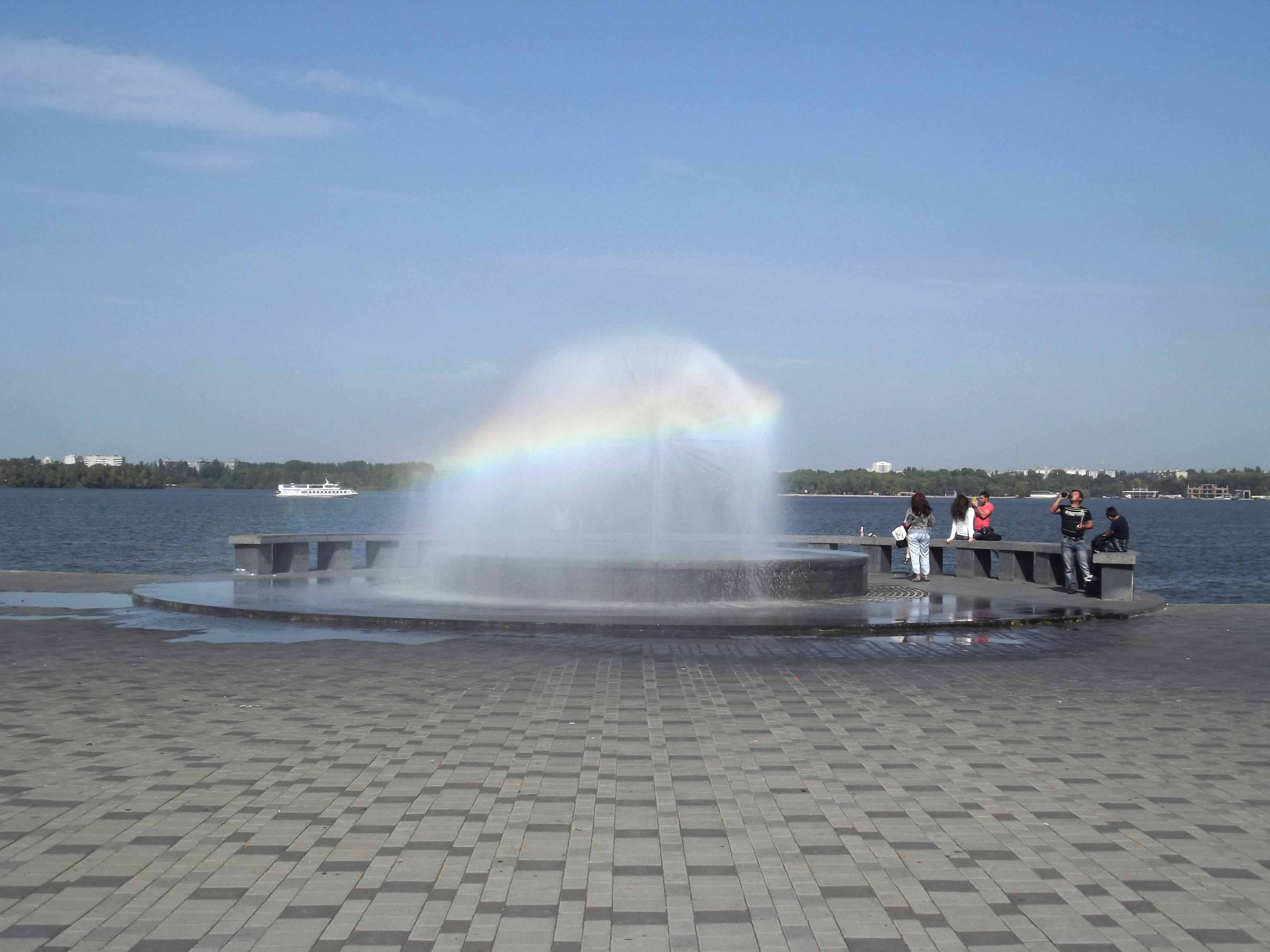
Die Fontäne „Sphäre“

Eine davon ist die schwimmende Fontäne „Weißer Schwan“ (russisch фонтан Белый лебедь – „Fontan Belij Lebed“), welche 2005 fertiggestellt wurde. Der mittlere Strahl erreicht eine Höhe von bis zu 50 Metern. Der „Federschlag“-Effekt wird durch die beweglichen seitlichen Strahlen erzielt und abends wird die Fontäne durch ein gelbliches Licht beleuchtet.
Eine weitere ist die Fontäne „Sphäre“ (russisch Фонтан Сфера – Fontan Sfera), welche von den Einheimischen auch „Bällchen“ oder „Kügelchen“ (russisch шарик – Scharik) oder „Pusteblümchen“ (russisch одуванчик – Oduwantschik) genannt wird. Sie ist eine aus einzelnen Rohren bestehende kugelrunde Fontäne, welche 2007 am heutigen Standort aufgebaut wurde.
Die letzte ist die Fontäne „Kaskade“ (russisch Фонтан «Каскад» – Fontan Kaskad), welche aus vier nahe aneinander befindlichen Strahlen besteht und in mehrere Becken fließt.